# Glencadam
Glencadam (Schottisch-Gälisch: Gleann ghèadh-fhiadhaich; deutsch: Tal der wilden Gans) ist eine Whisky-Destillerie in Brechin, Schottland. 

## Geschichte
Die Brennerei wurde im Jahre 1825 gegründet. Trotz der Nähe zum Fluss South Esk wird das Wasser der Destillerie aus dem Loch Lee nach Brechin gepumpt. Als Glencadam 1954 mit Hiram Walker ihren Besitzer wechselte, wurde der Whisky hauptsächlich für Blends der Marke „Ballantines“ eingesetzt. Von September 2000 bis zum Verkauf an Angus Dundee Plc. im Mai 2003 war die Brennerei nicht aktiv. Nachdem in den vergangenen Jahren ausschließlich der 15-jährigen Single Malt unter eigenem Namen abgefüllt und Teile an unabhängige Abfüller verkauft worden war, wurde seit 2009 unter dem Namen Glencadam eine komplette eigene Linie vermarktet.

## Abfüllungen
- Glencadam, 15 Jahre, 40 % Vol., Originalabfüllung
- Glencadam, McGibbon's Provenance 11 Jahre, 46 % Vol., keine Originalabfüllung
- Glencadam, Cadenhead's, 18 Jahre, 55,8 % Vol., keine Originalabfüllung
- Glencadam, Connoisseurs Choice, 1987, 40 % Vol., keine Originalabfüllung
- Glencadam, Blackadder, 12 Jahre, 43 % Vol., keine Originalabfüllung

Zudem existieren noch ein paar sehr seltene und noch ältere Whiskys von Glencadam auf dem Markt. Die Nicht-Originalabfüllungen werden hauptsächlich von dem unabhängigen Abfüller Gordon & MacPhail abgefüllt.
Seit dem 1. Januar 2009 wieder als Originalfüllungen erhältlich:
- Glencadam, 10 Jahre, 46 % vol.
- Glencadam, 15 Jahre, 46 % vol.
- Glencadam, 18 Jahre, 46 % vol. (2016 eingestellt, 2023 neu aufgelegt)[1]
- Glencadam  21 Jahre, 46 % vol.
- Glencadam, 25 Jahre, 46 % vol. (limitierte Abfüllung mit Seriennummer)

Seit dem 15. August 2010 wieder als Originalfüllungen erhältlich:
- Glencadam  12 Jahre, 46 % vol. Portwood Finish
- Glencadam  14 Jahre, 46 % vol. Oloroso Sherry Cask Finish
- Glencadam  21 Jahre, 46 % vol.
- Glencadam, 30 Jahre, 46 % vol. (limitierte Abfüllung mit Seriennummer)

Glencadam veröffentlicht zudem limitierte Sonderabfüllungen:
- Glencadam 15 Jahre Reserva De Jerez, 46 % vol. Oloroso Sherry Cask Finish[2]